# Parafia św. Benedykta w Modliborzycach
Parafia świętego Benedykta w Modliborzycach – parafia  rzymskokatolicka w Polsce, znajdująca się w diecezji sandomierskiej, w dekanacie Opatów.